# Růžek (Nová Ves)
Růžek je malá vesnice, část obce Nová Ves v okrese Liberec. Nachází se jeden kilometr severozápadně od Nové Vsi. Růžek leží v katastrálním území Nová Ves u Chrastavy o výměře 11,14 km².

## Historie
První písemná zmínka o vesnici pochází z roku 1586. Do roku 1946 se vesnice jmenovala Hoheneck.

## Další fotografie

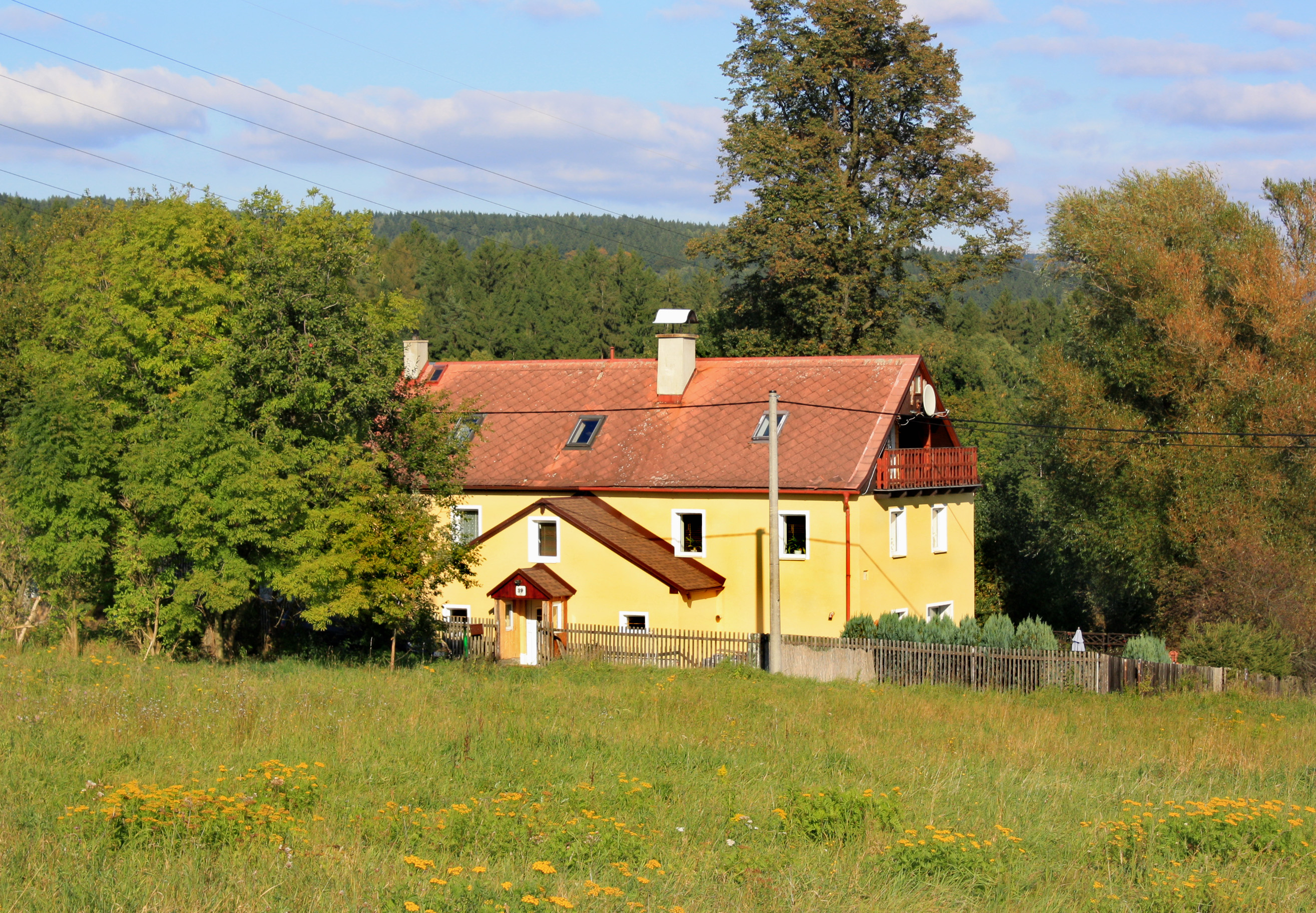
Dům čp. 39
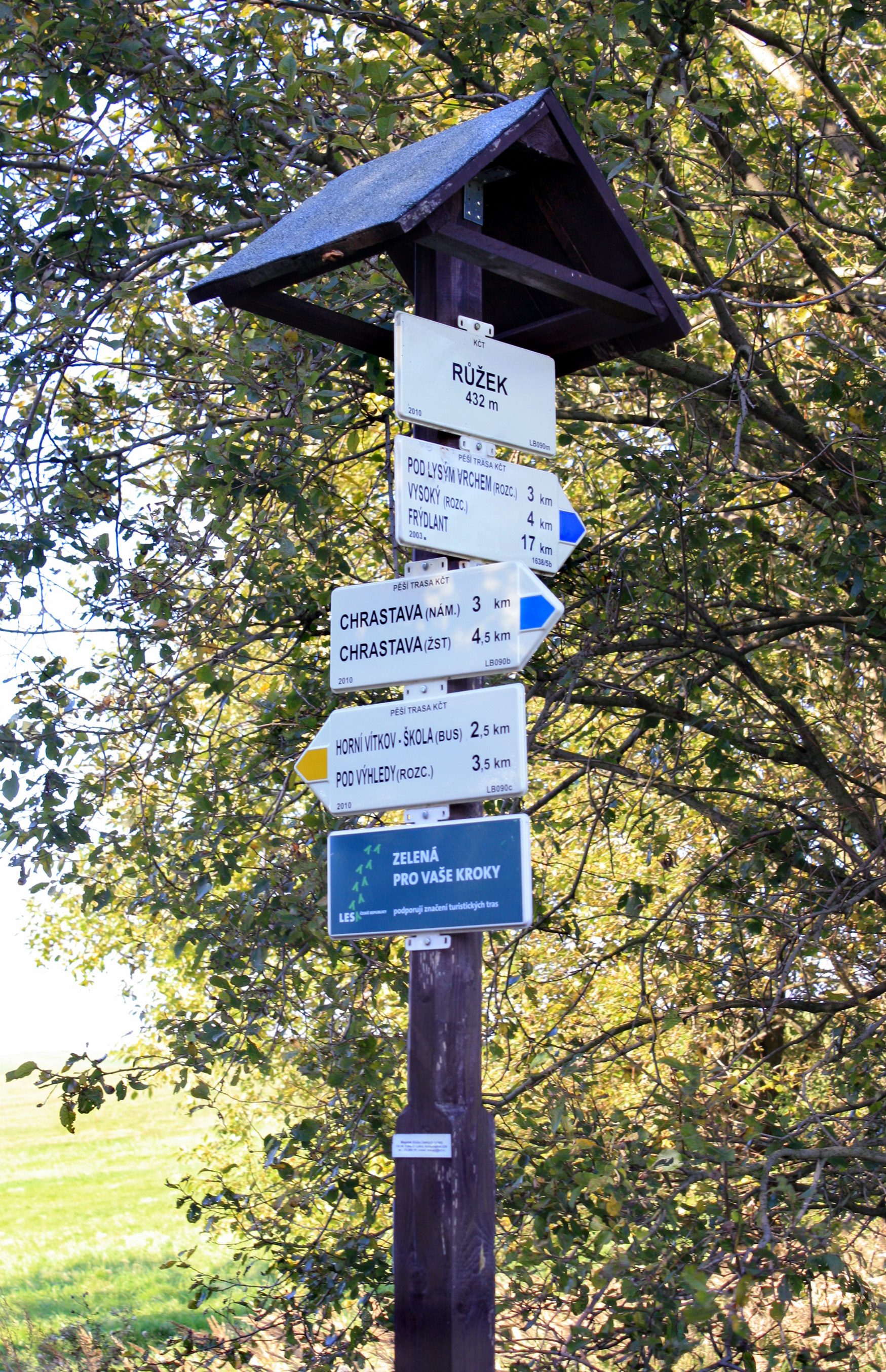
Rozcestník turistických cest
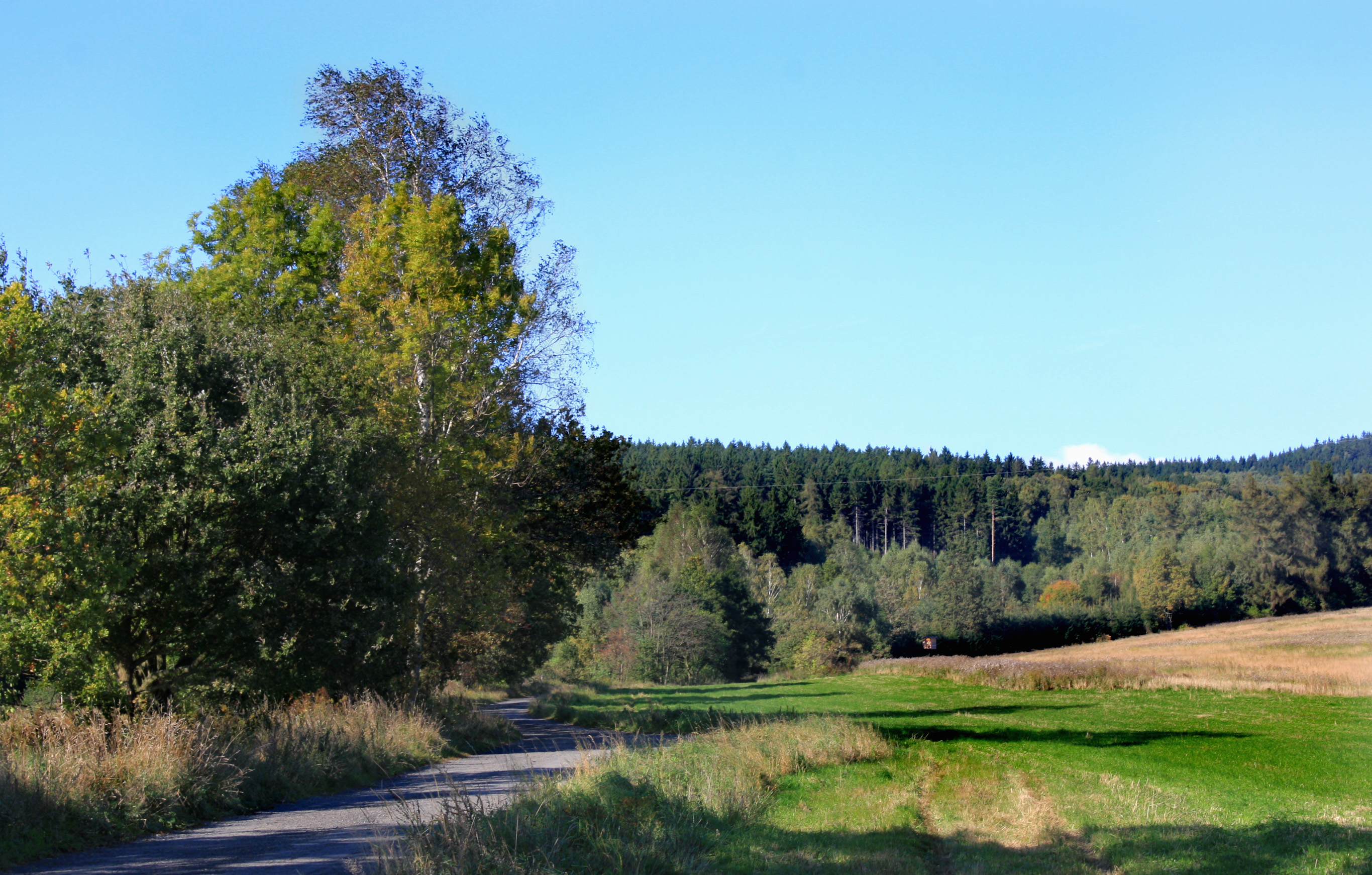
Silnice do Růžku